# كأس الجمهورية الصحراوية
كأس الجمهورية الصحراوية هي بطولة كرة قدم بنظام خروج المغلوب خاصة بالاتحاد الصحراوي لكرة القدم. تنظم البطولة من قبل الجمهورية العربية الصحراوية الديمقراطية. تأسست البطولة في 2016 وتقام كل سنة في مدينة تندوف الجزائرية، مقر جبهة البوليساريو. كل الفرق المشاركة بالبطولة مكونة من لاجئي مخيمات تندوف.

## الأبطال

### كأس الجمهورية الصحراوية 2017
| اتحاد العيون | 1–1 | وفاق بير لحلو |
| ------------ | --- | ------------- |
|              |     |               |

### كأس الجمهورية الصحراوية 2018
| وفاق بير لحلو | 2–0 | 27 فبراير بوجدور |
| ------------- | --- | ---------------- |
|               |     |                  |